# Brieven aan Lucilius

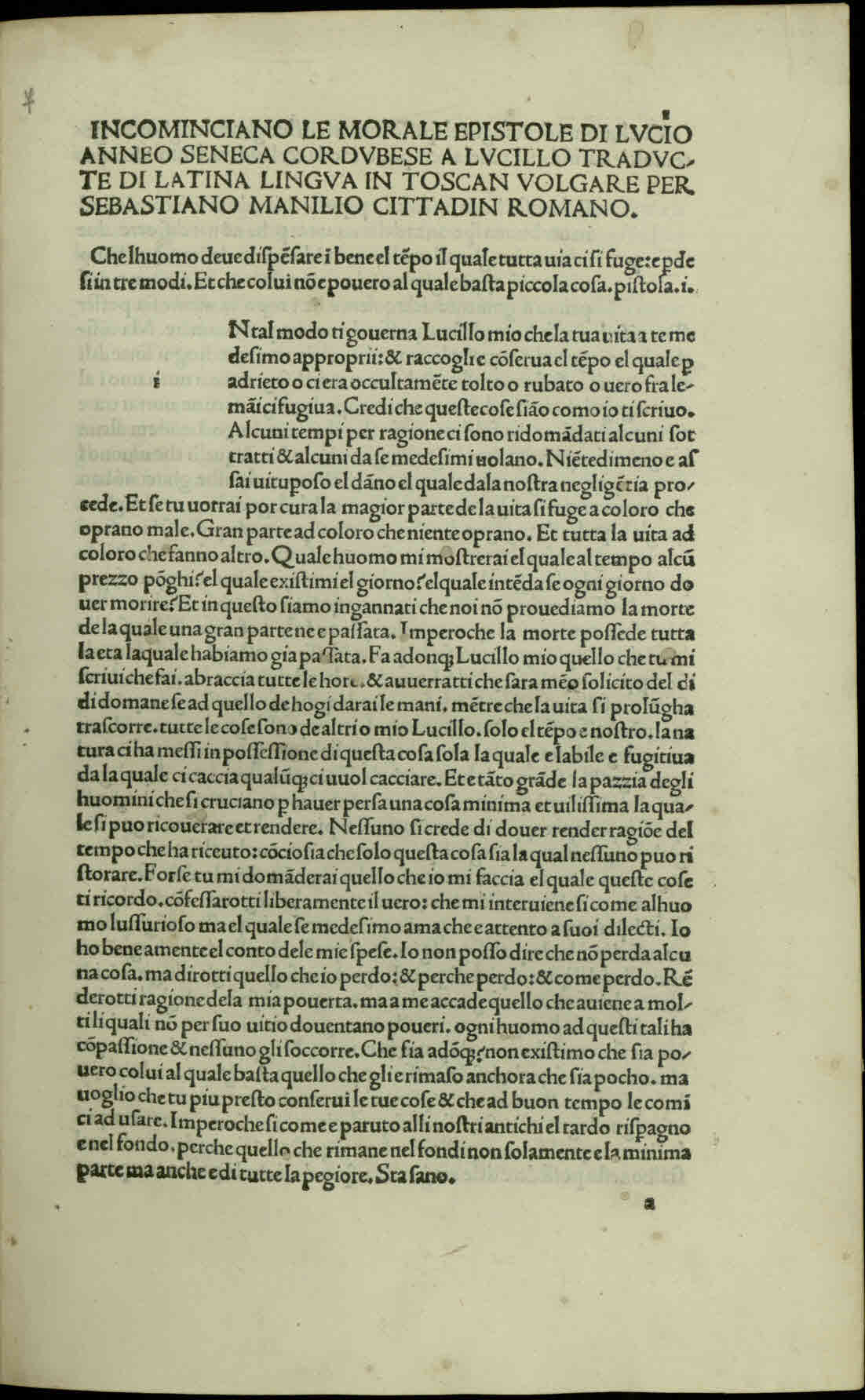
Italiaanse vertaling van de Epistolae ad Lucilium uit 1494

Brieven aan Lucilius (Latijn: Epistulae Morales ad Lucilium) zijn de brieven die de Romeinse filosoof Lucius Annaeus Seneca aan het eind van zijn leven schreef aan zijn vriend Lucilius.

## Al dan niet echte brieven
Er zijn 124 brieven overgeleverd, maar we weten dat er meer brieven zijn geschreven: de overgeleverde verzameling breekt af bij het 20e boek, terwijl Aulus Gellius een brief uit de 22e boekrol citeert.
Pierre Grimal komt tot de conclusie dat de ons behouden brieven tussen de zomer van 62 en eind 64 geschreven zijn. Hiertoe heeft hij niet alleen gebeurtenissen waaraan gerefereerd wordt in de brieven in beschouwing genomen, maar ook bv. hetgeen we weten omtrent de snelheid van de post in het Romeinse Rijk. Naar zijn mening is er een selectie gemaakt en zijn niet alle feitelijk uitgewisselde brieven gepubliceerd.
Paul Veyne is van mening dat het aanvankelijk een gewone correspondentie betrof, waarvan Seneca pas na een tijd (rond brief 20) inzag dat ze geschikt zou kunnen zijn voor publicatie. Men is het er niet over eens of het wel of niet fictieve brieven zijn. De persoon aan wie ze gericht zijn, Lucilius, is verder niet bekend uit de geschiedenis. Het enige dat we van hem weten is de informatie uit Seneca zelf. Die zegt dat hij o.a. procurator van Sicilië was.
Duitse onderzoekers daarentegen gaan ervan uit dat publicatie van meet af aan Seneca's bedoeling is geweest, en dat de behandelde onderwerpen ook gepland zijn, in oplopende graad van moeilijkheid. Deze structuur is volgens hen zo zorgvuldig gecomponeerd, dat het uitgesloten is dat het hier een echt gevoerde briefwisseling betreft. De brieven zijn slechts literaire vormgeving.

## Algemene inhoud
In de brieven worden Seneca's stoïsche denkbeelden belicht aan de hand van concrete onderwerpen als slavernij, het standhouden te midden van verleidingen, het omgaan met pijn en tegenslagen, de voorbereiding op de dood. Maar hij staat open voor opvattingen van andere filosofen; zo citeert hij vooral in de eerste brieven regelmatig Epicurus. Daarnaast komen ook allerlei zaken uit het dagelijks leven te Rome aan bod, de decadentie van de rijken, de wrede spelen, het straatrumoer, zijn landhuis, etc. Het woord morales uit de titel slaat erop dat deze brieven vol staan met morele raadgevingen over hoe te leven, zonder dat erg veel wordt uitgeweid over de theoretische aspecten (natuurfilosofie en logica) van de stoa. Door hun pregnante stijl en de erin samengebalde levenservaring van de oud-politicus vormen deze brieven het hoogtepunt in Seneca's werk. Deze brieven vormen ook een van de meest persoonlijke documenten die wij hebben uit de oudheid.
De vorm van dit werk maakt dat het onmogelijk is om het 'samen te vatten'; daarom worden in het onderstaande enkele brieven eruit gelicht.

## Enkele brieven

### Blijf bij jezelf (brief 2)
Uit wat je schrijft maak ik op dat je progressie boekt. Je reist niet van hot naar her. Pas alleen wel op voor je gewoonte om van alles en nog wat te lezen. Op die manier beklijft er niets. Beperk je in je keuze, hou je bij beproefde auteurs en, als je het echt niet laten kunt over te springen op iets anders, herlees dan wat je eerder al gelezen hebt. En haal uit je lectuur iets waar je de rest van de dag over kunt nadenken. Het is het kenmerk van een gezonde geest dat hij kan blijven stilstaan bij zichzelf.

### Vriendschap (brief 6)
Deze brief is opmerkelijk om twee redenen. Ten eerste omdat Seneca meteen aan het begin zegt dat hij bezig is een ander mens te worden. Hij geeft aan plotseling grote vooruitgang te hebben geboekt op de weg naar wijsheid. En dit voor iemand die zich sinds zijn jeugd had ingelaten met de filosofie, en al vele filosofische geschriften op zijn naam had staan. Men relateert dit wel aan het feit dat Seneca zich recentelijk uit het publieke leven had teruggetrokken, en daar kennelijk nu pas voldoende afstand van had kunnen nemen om de stoïsche filosofie serieus tot zich door te laten dringen, en het niet bij theoretische kennis te laten.
De tweede opmerkelijke uitspraak is dat hij met zoveel woorden zegt dat als hij hetgeen hij heeft geleerd, niet met anderen zou mogen delen, hij er niet in geïnteresseerd zou zijn, al betrof het de wijsheid zelf. Dit kan haast geen retorische overdrijving zijn in deze brief over de vriendschap, zo expliciet verwoordt Seneca het, maar het komt wel vreemd over. Diderot, die deze brieven becommentarieerd heeft in zijn Essai sur les règnes de Claude et de Néron, protesteert hier ook tegen. Men zou ter verklaring Paul Veyne's opmerking kunnen aanvoeren, dat 'geluk' in de oudheid niet een innerlijk gevoel was, maar dat het anderen zijn die iemand 'gelukkig' kunnen verklaren. Men kan dus niet stilletjes in een hoekje gelukkig zitten wezen; maar als dat al waar is, zou dat dan ook voor wijsheid gelden?

### De verderfelijke invloed van de massa (brief 7)
Omgang met de massa is verderfelijk: er is niemand die ons niet één of andere fout of aanbeveelt of inprent of aanwrijft, zonder dat wij het in de gaten hebben. We lopen des te meer gevaar naarmate we in een grotere volksmassa verkeren. Vooral erg zijn de spelen waar onder toejuichingen gruweldaad op gruweldaad wordt gestapeld. Het risico bestaat dat je het gedrag van de massa gaat imiteren, of dat je hen juist gaat haten. Geen van beide is goed. Trek je zo veel mogelijk terug in jezelf, en laat verder alleen hen toe die je een beter mens maken. Hier heb je drie passende citaten:
- Democritus: Eén weegt voor mij op tegen de massa, en de massa weegt op tegen een.
- Onbekende auteur: Voldoende zijn voor mij enkelen, voldoende is er één, voldoende is er geen een.
- Epicurus aan een van zijn filosofische getrouwen: Dit schrijf ik niet voor de massa, maar voor jou: want wij zijn voor elkaar een voldoende groot publiek.

### De mens is goddelijk (brief 41)
Is onderstaande brief, een van de bekendste uit de verzameling, een amalgaam van niet te rijmen opvattingen, of is het een overstijging van de kloof tussen humanisme en religie?
Een goede geest verkrijg je niet door de handen ten hemel te heffen of door te bidden: een goede geest kun je uit jezelf halen, want een God huist in ons. Het verheven pneuma in ons geeft raad en houdt ons in de gaten. Geen mens wordt goed zonder hulp van God.
Als we een machtig bos, een overweldigende rotspartij of een dergelijk natuurfenomeen zien, zijn we onder de indruk, maar helemaal wanneer we een mens zien, zo'n mens die boven al het menselijke verheven is. Dan worden we vervuld van een religieus ontzag. Zo´n mens wordt door een hemelse macht bewogen, zijn geest staat in contact met het hogere.
Wat is dat voor geest? Die mens is zoals de mens van nature is; hij steunt alleen op eigen goed. Zoals we ook een paard niet meer waarderen wanneer het een gouden bit krijgt, zo prijzen we een mens niet om zijn rijkdom, maar wanneer hij zijn menselijke natuur heeft vervolmaakt. Dat betekent: leven in overeenstemming met de rede, de mens is immers een redelijk wezen. Alleen werken onze medemensen ons hierbij veelal tegen.

### Astma-aanval: voorbereiding op de dood (brief 54)
Laatst had ik weer zo'n aanval van kortademigheid, datgene wat onze artsen een voorbereiding op de dood noemen: ooit zal de adem slagen in wat hij nu al zo vaak geprobeerd heeft. Tijdens die aanval zei ik bij mezelf: de dood beproeft mij, maar ik heb de dood al lang beproefd. Wanneer dan? vraag je. Vóór mijn geboorte. 'Dood' is niets anders dan er niet zijn. Vergelijk een lamp vóórdat hij wordt aangestoken, en nadat hij wordt uitgedoofd: het is dezelfde situatie. Zo worden ook wij aangestoken en uitgedoofd, en in de tussentijd ondergaan we het een en ander.
Het ergste is inmiddels voorbij, maar helemaal normaal is mijn ademhaling nog niet. Ach wat: zolang mijn geest maar niet bezwijkt onder de aanval. Ik ben gereed voor het einde, en ben er niet bang voor.

### Doel in het leven (brief 71)
We zitten op grote afstand van elkaar, Lucilius, en dat maakt het moeilijk te antwoorden telkens als je mij om raad vraagt; ik ken je omstandigheden niet. Maar je kunt altijd het volgende aanhouden: alleen het honestum (moreel hoogstaande) is goed. Pas met dit absolute richtsnoer voor ogen kun je de juiste beslissingen nemen; zonder dit hangen we alleen maar wat rond in dit leven.
Ons hoogste goed is het honestum, daar zijn verder geen filosofische spitsvondigheden voor nodig. Als je je daarop richt maakt het ook voor je geluk niet meer uit of je gefolterd wordt of niet, want in dit opzicht is gefolterd worden niet slechter dan folteren: het honestum is gekoppeld aan de virtus (morele voortreffelijkheid, 'deugd'), en deze bepaalt ons geluk. Waaruit bestaat nu die virtus? Uit een juist en standvastig oordeel, dat is alles. Bezit je deze virtus, dan sta je overal boven. Mensen geloven dit veelal niet, omdat ze alleen naar ons lichaam kijken, niet naar onze geest. We zien het gewoon verkeerd; onze situatie is te vergelijken met de velen voor wie het al een kwelling is een dag zonder wijn te zitten: ook dat is geen objectieve waarneming van de situatie.
Omdat je overal boven staat, maakt het behalen van de overwinning voor je vaderland op zich niet gelukkiger dan de nederlaag lijden, en maakt in leven blijven niet gelukkiger dan sterven. Wat maakt het uit of wij iets eerder of later dit leven verlaten, als we weten dat alles onderworpen is aan de wet van opkomst en ondergang? Het gaat er om dat te doen wat het honestum verlangt. Dit honestum laat geen meer of minder toe, net zomin als de virtus. Je mag dus niet zeggen dat Socrates 'iets minder gelukkig' was toen hij in de cel op zijn dood wachtte.
Om misverstanden te voorkomen: je moet niet denken dat de wijze de pijn niet voelt; hij heeft ook een lichaam en is mens als wij. Maar zijn geest blijft ongebroken, en daar gaat het om.

### Het leven een strijd (brief 96)
Als antwoord op vermoedelijk een klagerige brief van Lucilius brengt Seneca de opvatting tot uitdrukking dat het leven een continue strijd is: leven, Lucilius, is soldaat zijn (Vivere, Lucili, militare est). Militaire metaforen zijn frequent in de brieven, zie bv. 82, 5: Je moet jezelf omgorden met filosofie, als een onneembaar bolwerk, waarin de Fortuin ondanks haar vele belegeringswerktuigen niet kan binnendringen. Men dient altijd op zijn hoede te zijn.
In deze brief gaat Seneca verder, en noemt pijn, ziekte, instortende huizen en dergelijke belastingen, verschuldigd aan het leven, de tol die het leven eist. Zoals bij een lange reis stof, modder en regen horen, zo zijn in een lang leven beproevingen onvermijdelijk. Maar ze zijn niet alleen onvermijdelijk, ze zijn ook wenselijk. In het leger immers genieten zij die de gevaren trotseren het meeste aanzien, terwijl de achterblijvers, in hun veilige positie, overladen worden met schande. Een dergelijke positie in het leven wens ik jou niet toe, en verlang jij toch zelf ook niet?

### Schoolse kennis (brief 106)
Ik schrijf je dit keer wat later terug dan gebruikelijk. Niet dat ik druk bezet zou zijn; dit is altijd een vals excuus. Het zijn nooit de bezigheden die een mens opzoeken; drukte zoeken mensen altijd zelf op, en dan prijzen ze zich nog gelukkig ook dat ze het zo druk hebben! Nee, de vraag die je stelde komt ook aan de orde in een boek over de ethiek waar ik mee bezig ben, en ik heb een tijd geaarzeld of ik je zou laten wachten tot ik daarbij aan de door jou gestelde vraag toe was. Maar nee.
Waar gaat het om? Is het goede iets stoffelijks, vraag je. Ja, dat is zo, en hetzelfde geldt ook voor emoties. Kijk maar wat voor invloed iemands boosheid of wreedheid heeft op zijn gezichtsuitdrukking, of hoezeer dapperheid uit iemands ogen straalt. En doet vreugde ons niet juichen, en houdt gematigdheid ons juist niet tegen? Omdat alleen lichamen een dergelijke invloed kunnen uitoefenen, zijn deze emoties stoffelijk.
Leuk allemaal, hoor ik je zeggen: maar wat moet ik hiermee? Inderdaad; kennis van dit soort zaken maakt een mens niet wijs maar geleerd. Echte wijsheid is een veel simpeler iets, maar wij plegen onze energie te spenderen aan dit soort overbodige vraagstukken. Dit leren we omdat het voor de school moet, niet omdat het van nut is voor het leven (Non vitae sed scholae discimus). Gegroet!

## Trivia
- De lengte van de brieven varieert van één bladzijde tot halve traktaat-lengte. Dit laatste verklaart hoe dissertaties aan één enkele brief of aan twee brieven kunnen zijn gewijd.
- Er worden fragmenten aangetroffen van schrijvers wier werk verloren is gegaan: zo verschaffen meerdere brieven ons informatie over Posidonius' denkbeelden.

## Vertalingen
- Seneca. Brieven aan Lucilius, vertaald, ingeleid en van aantekeningen voorzien door Cornelis Verhoeven, 1980. ISBN 9789026304972 (heruitgegeven in 2020 als Brieven over het juiste leven)
- Seneca. Leren sterven. Brieven aan Lucilius, vertaald door Vincent Hunink, 2004. ISBN 9789025349820 (selectie)
- Seneca. De weg naar wijsheid. Raadgevingen uit de Epistulae Morales, selectie, vertaling, inleiding & annotatie Mathieu de Bakker, 2015. ISBN 9789089536198 (selectie)
- Lucius Annaeus Seneca: “Epistulae Morales ad Lucilium”, Nederlandse vertaling van Ben Bijnsdorp, eerste 70 brieven
- Lucius Annaeus Seneca: “Epistulae Morales ad Lucilium”, Engelse vertaling van Richard Gummere

## Verwijzingen
- Michael Hendry: “One Hundred Years of Commentaries on Seneca's Epistulae Morales”, 2019

- Biblioteca Nacional de España: XX2184886
- Bibliothèque nationale de France: cb12206891k (data)
- Gemeinsame Normdatei: 4203762-1
- Library of Congress Control Number: no2010068156
- Nationale Bibliotheek van Israël: 987007596835005171
- Nationale en Universitaire bibliotheek Zagreb: 000484212
- Système universitaire de documentation: 066927455
- Virtual International Authority File: 315148996142359752044